# Orgilonia striata
Orgilonia striata är en stekelart som beskrevs av Van Achterberg 1987. Orgilonia striata ingår i släktet Orgilonia och familjen bracksteklar. Inga underarter finns listade i Catalogue of Life.